# 強烈熱帶風暴帕卡 (2017年)
強烈熱帶風暴帕卡（英語：Severe Tropical Storm Pakhar，國際編號：1714，聯合颱風警報中心：WP162017，菲律賓大氣地球物理和天文服務管理局：Jolina）為2017年太平洋颱風季第14個被命名的風暴。「帕卡」（國際音標：[paːkʰaː]）一名由寮國提供，意指伊洛瓦底江海豚，是生活在湄公河下游的一種水生哺乳动物。帕卡是繼較早時的颱風天鴿後，僅數日內第2個正面吹襲珠江口地區、登陸珠海西部的熱帶氣旋。

## 發展過程
8月23日，一低壓區在呂宋東方形成，美国海军研究实验室给予扰动编号96W，而當時天鴿正橫過珠江口。8月24日该系统持续发展，形态良好，日本氣象廳將該系統分類為熱帶低氣壓，聯合颱風警報中心發佈熱帶氣旋形成警報。中國國家氣象中心在當晚8時率先將其升格為熱帶風暴。
25日凌晨2時，日本氣象廳將其升為熱帶風暴，並命名為帕卡，給予國際編號「1714」。
帕卡於25日晚間横過呂宋中部，受到呂宋的地形影響，強度一度跌至熱帶風暴之下限，然後於翌日早上進入南海中部。進入南海後，帕卡移動速度明顯加快，以時速30公里大致向西北方移動，直撲珠江口以西一帶，當時帕卡處於一個非常有利發展的環境，例如低風切變以及31°C的溫暖海水，因此其重新增強。後來在上午8時中心穿過珠海市高欄一帶，中國國家氣象中心表示帕卡於上午9時前後在廣東台山東南部沿海登陸。帕卡其後減弱為一熱帶風暴，傍晚移入廣西內陸，並於28日消散。
中國國家氣象中心在2018年5月1日發佈的「2017年熱帶氣旋最佳路徑數據」中，把帕卡的強度向下修訂為強烈熱帶風暴，接近中心最高持續風速從每秒33米（每小時120公里）下調至每秒30米（每小時110公里），並把帕卡的中心氣壓上調至980百帕斯卡。

## 影響

### 菲律賓
當地發出之最高風暴信號：二號風暴信號

### 中國大陸

#### 廣東省
當地發布之最高颱風預警信號： 颱風紅色預警信號
于26日晚上11时30分，珠海市气象台发布台风红色预警信号，而珠海市三防指挥部亦启动防风I级应急响应，是當地首次在4天內第二次發出最高級別颱風預警信號。

### 香港
- 當地發出之最高熱帶氣旋警告信號： 八號東南烈風或暴風信號
- 最接近當地時間︰2017年8月27日早上7時[12]
- 最接近當地位置︰香港天文台總部之西南約90公里（正面吹襲）[12][注 3]

香港天文台在8月25日下午5時半發出「特別天氣提示」，指會在26日日間考慮發出熱帶氣旋警告信號，預料帕卡橫過呂宋後路徑和強度變化仍有變數，相較日前帶來十號颶風信號的超強颱風天鴿距離香港可能較遠，但27日天氣仍會轉壞，有頻密狂風大雨，風勢增強。由於天鴿先前肆虐香港導致多處嚴重水浸，天文台特別提醒需清理水渠，並應盡快完成相關的清理工作。隨著帕卡進入香港800公里範圍，天文台在26日上午9時40分發出一號戒備信號，當時帕卡集結在香港之東南約730公里。天文台表示帕卡移動迅速，會在香港西南約200公里範圍內掠過，晚間風力會逐漸增強，黃昏前後會考慮發出三號強風信號；但於下午4時45分一度指帕卡移動路徑比預測較為偏南，延後至午夜前考慮發出三號強風信號，再於下午6時45分改為未來數小時考慮發出，同時指出若帕卡採取更接近香港路徑或增強，不排除在翌日日出前發出八號信號。帕卡的外圍雨帶在傍晚為香港帶來狂風驟雨，測風網絡8個參考站中，長洲最先吹強風。天文台其後表示會在短期內改發三號信號，天文台在晚上8時40分發出三號強風信號，當時帕卡移至香港之東南偏南約360公里。天文台於晚上10時45分再次指出，帕卡移動迅速，當晚至翌晨香港風勢會明顯增強，天文台會在翌晨6時前考慮發出八號信號。

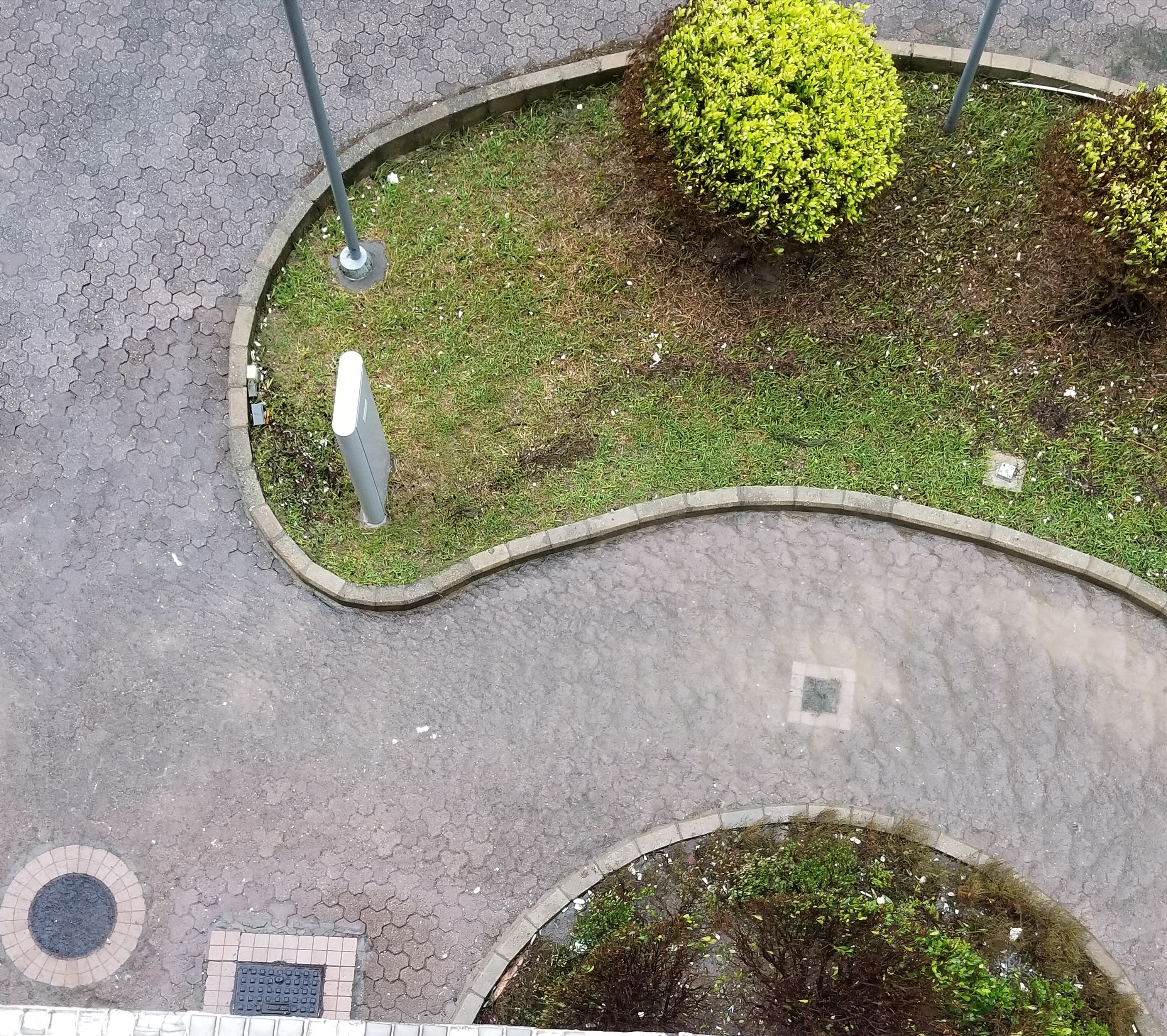
受帕卡影響，港島東杏花邨行人路因降雨而水淹。

由於帕卡凌晨採取較西北之路徑加速逼近，天文台於27日凌晨1時45分表示隨後數小時內考慮發出八號信號。天文台在凌晨3時25分發出「熱帶氣旋之特別報告」，宣佈預計在凌晨5時半或之前發出八號熱帶氣旋警告信號。隨著帕卡中心北面的雨帶影響香港，普遍地區風力急升，開始受到東北烈風影響，長洲和西貢在8個參考站中最先錄得烈風；然而天文台無視香港境內吹東北風，跳過八號東北信號。天文台在凌晨5時10分發出八號東南烈風或暴風信號，當時帕卡移至天文台總部以南約100公里。是次為自2008年後，天文台首次對年內連續4個吹襲香港的熱帶氣旋發出八號信號；天文台同時發出黃色暴雨警告信號。天文台指除非帕卡進一步增強，否則發出更高信號機會不大；但受帕卡較強的東北環流影響，香港多處風力繼續飆升，長洲、長洲泳灘、大尾篤和塔門受持續偏東暴風影響，當中長洲和塔門錄得逼近颶風的最高10分鐘平均風速每小時114公里。暴風雨下元朗公路發生致命交通意外，一輛客貨車於早上6時許在元朗公路往屯門方向近港深西部公路出口懷疑失控撞向防撞欄，再反彈到路面，全車翻轉，司機縱扣上安全帶仍遭拋出車外喪命，2名乘客亦受輕傷。
帕卡在凌晨5時開始正面吹襲香港，並移至香港南方，境內風向於早上7時左右才漸轉為東南，反映天文台直接發出東南信號的決定錯誤。帕卡於早上7時最接近香港，在天文台總部之西南約90公里掠過，成為年內第4個正面襲港的風暴，這現象更是自1999年太平洋颱風季後首次。隨著帕卡登陸台山，境內風勢開始減弱，天文台 在早上10時45分表示下午初段考慮改發三號信號， 一小時後改為下午2時前考慮改發三號信號 ；後於下午12時45分表示即將改發三號熱帶氣旋警告信號，並預料三號信號會維持一段時間，然而受到帕卡的外圍雨帶影響，初時香港西南部仍間中吹烈風。天文台在下午1時40分改發三號強風信號，當時帕卡集結於香港以西約210公里。天文台指，當香港不再受強風影響時會考慮改發一號信號。天文台隨後再於下午2時10分取消所有暴雨警告信號，但在下午4時10分發出山泥傾瀉警告。雖然香港仍有部份地區如機場和西貢刮起強風，長洲更再度吹起烈風，但天文台仍在下午5時40分改發一號戒備信號，當時帕卡移至香港之西北偏西約380公里。天文台其後於晚上10時10分取消所有熱帶氣旋警告信號，當時帕卡移至香港之西北偏西約480公里。天文台再於晚上11時15分取消山泥傾瀉警告。
帕卡的出現導致出現跨年連續第5個熱帶氣旋帶來八號信號，亦是繼1948年以來首次全年首4個熱帶氣旋均需發出八號或以上信號，更歷史性連續4個熱帶氣旋均正面襲港。風暴期間，天文台測風網絡8個參考自動氣象站有7個錄得強風，當中4個有烈風，長洲更吹暴風，三號及八號信號均達標，為測風網絡運作以來第7個達標八號信號（上一次為颱風天鴿）；但流浮山以些微之差未能測得烈風，沙田則是8個參考站中惟一一站沒有強風。長洲、機場、西貢、啟德、流浮山、青衣和打鼓嶺錄得之最高10分鐘平均風速分別為每小時113、76、75、64、62、43及42公里。由於打鼓嶺只是剛好錄得強風，以及錄得強風時間太短暫，事後在天文台強烈熱帶風暴帕卡報告中，打鼓嶺錄得強風之時間沒有紀錄。風暴在香港共造成1死62傷，政府共收到2000宗塌樹報告，而渠務署截至下午2時則收到16宗水浸報告及1宗山泥傾瀉報告。中環恒生銀行總行繼天鴿把玻璃窗吹至飛脫墮街後，疑再有天花剝落，地上遺下大堆石屎。在26日一號信號生效期間，一對內地男女到飛鵝山發射站行山，其中一人滑下斜坡，被困懸崖底，頭及腳部受傷。消防處出動過百名人員通宵搜救，其中一名消防隊目在搜救期間受傷。由於事發路段山勢陡峭，加上暴雨令山澗水位上漲，消防用上一整晚的時間搜救。在27日早上將被困者帶回崖頂後，再步行長300米的山坡路段，至下午4時許才將二人送到安全位置，並送院治理。當中4名消防人員李栢強、黃瑞其、蘇智榮和蘇嘉祥表現出色，獲頒授銀英勇勳章。

#### 爭議
由於天文台跳過八號東北信號的做法在網上引來強烈反彈，時任天文台助理台長鄭楚明在當晚發表《天氣隨筆：天鴿後的帕卡》，總結帕卡襲港並把它與天鴿的數據比較時，特別提到此問題，承認發出八號信號時香港吹東北風，但解釋指香港快將轉吹東南風，因而直接發出八號東南信號。然而天文台於2008年和2012年分別應對強烈熱帶風暴北冕和熱帶風暴杜蘇芮時曾發出東北信號，杜蘇芮的東北信號亦只維持了1小時35分鐘，當時北冕和杜蘇芮亦同樣位於香港以南，當中杜蘇芮同樣快速向西北偏西移動。而在8月27日凌晨出現2小時向西移動1.2經度的詭異路徑，疑似為重新定位，天文台解釋帕卡的環流結構較為鬆散，中心周圍的雨帶分布不均勻，較強的雨帶主要集中在中心的北面，即使用雷達圖仍較難評估帕卡的中心位置。而天文台亦會重新檢視所有收集得來的氣象數據，重組熱帶氣旋的移動路徑和強度變化，製作最佳路徑的數據。事後報告初稿中提及到發出八號信號時帕卡已位於香港以南約80公里，而終稿中則為香港以南約100公里，與實時報告中的140公里分別相差60及40公里。
此外天文台發出八號信號前，西貢、大美督、塔門、長洲、長洲泳灘已開始吹烈風，橫瀾島在上午5時10分的過去一小時平均風速為每小時98公里，自從修訂熱帶氣旋警告準則以來只有2008年強颱風黑格比和今次在三號信號生效期間離岸地方持續達暴風程度，導致有意見指責發出八號信號時間太晚。隨後天文台拒絕發出九號烈風或暴風風力增強信號同樣惹來部份網民質疑，因為當時帕卡非常接近颱風強度，長洲和塔門更幾乎實測颶風，甚至有意見提出應把「九號烈風或暴風風力增強信號」改為「九號暴風信號」；但亦有氣象愛好者指出，是次案例實為釐清九號信號的準則，證明強烈熱帶風暴正面襲港時，無論香港實測風力有多接近颶風，只要該風暴未加強為颱風，天文台都不可以發出九號信號，因為未達颱風強度等同於近海平面處沒有可能錄得颶風。

### 澳門
- 當地懸掛之最高熱帶氣旋信號：  八號東北風球 /   八號東南風球
- 當地發出之最高風暴潮警告：黃色風暴潮警告
- 最接近當地時間︰2017年8月27日早上8時
- 最接近當地位置︰澳門氣象局總部之西南偏南約40公里[45]

澳門地球物理暨氣象局於8月25日表示會在8月26日上午懸掛一號風球機率為100%，預計帕卡將於8月27日早上最接近澳門，屆時有60%至80%機率改掛三號風球，但改掛八號風球機率僅約20%至40%，機會是偏低。氣象局代局長梁嘉靜稱按目前路徑分析，帕卡在8月25日已在菲律賓呂宋島以東海面形成，現時是熱帶風暴，級數較弱，預計帕卡會橫越呂宋島，明日 (26日) 進入南海。若屆時帕卡位處澳門正南方時，才有機會懸掛八號風球，現時預測其暴風圈的範圍不算大，重申要視乎帕卡與澳門的距離以決定會否改掛更高風球。
氣象局在8月26日上午10時05分發出「特別報告」，表示短時間內懸掛一號風球。氣象局在上午11時半懸掛一號風球，當時帕卡集結在澳門之東南約770公里，預計一號風球將在日間維持。氣象局預料帕卡翌日（27日）將迫近澳門以西的廣東西部海岸並逐漸增強，澳門風力亦會在晚間開始逐漸增強，將在當晚至凌晨考慮改掛三號風球，並改指懸掛八號風球機率提升為40%至60%。氣象局代局長梁嘉靜表示由於暫時預測帕卡的最高時速是110至120公里。除非帕卡在登陸前迅速加強，否則改掛九號風球機率甚低。 同時亦稱氣象局將會在今晚7時前發出黃色風暴潮警告，生效時間至明日 (27日) 下午2時，屆時內港水位或將介乎0.2米至0.5米之間，除非「帕卡」採取較東方向路徑接近本澳，局方不排除提升至紅色風暴潮警告。其後在8月26日下午4時表示晚間考慮改掛三號風球。氣象局在下午6時30分表示黃色風暴潮警告將於8月27日上午11時生效。
氣象局於8月26日晚上約9時55分表示於短時間內改掛三號風球。隨後於晚上11時半懸掛三號風球，當時帕卡集結在澳門之東南約390公里，並表示將於8月27日凌晨5時至早上8時改掛八號風球。氣象局於8月27日凌晨4時宣佈將於早上6時正式懸掛八號風球。氣象局於早上6時懸掛八號東北風球，當時帕卡集結在澳門東南約90公里。氣象局再於早上8時改掛八號東南風球，此時帕卡集結在澳門之西南偏南約40公里，大致趨向珠江口。澳門氣象局預測澳門風力將維持，八號風球將維持一段時間。
氣象局在上午8時發出「特別報告」，表示由於帕卡的移動路徑較預期接近澳門，已錄得超過每小時70公里的風力，因此發出紅色風暴潮警告的機會增加，惟最終沒有發出。氣象局在早上8時半宣佈黃色風暴潮警告將提前至上午9時生效。隨著帕卡登陸台山，預測澳門風力將會減弱，因此氣象局在10時50分表示下午1時前考慮改掛三號風球。隨後在11時20分確定會在下午1時改掛三號風球。氣象局於下午1時改掛三號風球，當時帕卡集結在澳門西北偏西約150公里，並表示預料三號風球將維持一段時間。氣象局發出「特別報告」表示澳門仍然受到帕卡相關的雨帶影響，會出現較頻密的大驟雨，及伴隨較大的陣風，提醒市民保持警惕。隨著水位下降，氣象局在下午3時取消所有風暴潮警告，並於晚上10時除下所有風球。
帕卡於澳門合共造成8人受傷，另外錄得95宗事故，包括9宗石屎脫落及墮下物事故，32宗招牌、簷篷、窗戶等搖搖欲墜事故，4宗電箱着火冒煙事故，16宗水浸事故，2宗電力中斷事故，10宗樹木、電線墜落及倒塌事故，以及1宗山泥傾瀉事故。其中16宗水浸事故中，澳門半島佔8宗，其餘則發生在路氹區，警察總局局長馬耀權表示整體水浸情況較為輕微。

## 熱帶氣旋警告使用紀錄

### 菲律賓
| 菲律賓大氣地球物理和天文服務管理局 風暴信號 | 菲律賓大氣地球物理和天文服務管理局 風暴信號 | 菲律賓大氣地球物理和天文服務管理局 風暴信號 |
| ------------------------------------------- | ------------------------------------------- | ------------------------------------------- |
| 上一熱帶氣旋                                | 一號風暴信號                                | 下一熱帶氣旋                                |
| 颱風天鴿                                    | 一號風暴信號                                | 熱帶風暴古超                                |
| 颱風天鴿                                    | 二號風暴信號                                | 颱風卡努                                    |

### 中國大陸
| 國家氣象中心 颱風預警信號 | 國家氣象中心 颱風預警信號 | 國家氣象中心 颱風預警信號 |
| ------------------------- | ------------------------- | ------------------------- |
| 上一熱帶氣旋              | 颱風藍色預警信號          | 下一熱帶氣旋              |
| 強颱風天鴿                | 颱風藍色預警信號          | 强热带风暴瑪娃            |
| 強颱風天鴿                | 颱風黃色預警信號          | 强热带风暴瑪娃            |
| 強颱風天鴿                | 颱風橙色預警信號          | 超強颱風泰利 強颱風杜蘇芮 |

### 香港
| 香港天文台 熱帶氣旋警告信號 | 香港天文台 熱帶氣旋警告信號 | 香港天文台 熱帶氣旋警告信號 |
| --------------------------- | --------------------------- | --------------------------- |
| 上一熱帶氣旋                | 一號戒備信號                | 下一熱帶氣旋                |
| 超強颱風天鴿                | 一號戒備信號                | 強烈熱帶風暴瑪娃            |
| 超強颱風天鴿                | 三號強風信號                | 強烈熱帶風暴瑪娃            |
| 超強颱風天鴿                | 八號東南烈風或暴風信號      | 超強颱風山竹                |
| 超強颱風天鴿                | 八號烈風或暴風信號          | 強颱風卡努                  |

### 澳門
| 地球物理暨氣象局 熱帶氣旋信號 | 地球物理暨氣象局 熱帶氣旋信號 | 地球物理暨氣象局 熱帶氣旋信號 |
| ----------------------------- | ----------------------------- | ----------------------------- |
| 上一熱帶氣旋                  | 一號風球                      | 下一熱帶氣旋                  |
| 颱風天鴿                      | 一號風球                      | 強烈熱帶風暴瑪娃              |
| 颱風天鴿                      | 三號風球                      | 颱風卡努                      |
| 颱風天鴿                      | 八號東北風球                  | 颱風卡努                      |
| 颱風天鴿                      | 八號東南風球                  | 強烈熱帶風暴貝碧嘉            |
| 颱風天鴿                      | 八號風球                      | 颱風卡努                      |

## 外部連結
| 太平洋颱風季             |
| 主題頁 - 專題 - 編輯指南 |

- （英文）颱風2000：各氣象部門對帕卡的預測路徑集合（页面存档备份，存于）
- （英文）美國太空總署：相關資料（页面存档备份，存于）
- （日語）日本氣象廳：數位颱風網資料（日文版（页面存档备份，存于）、英文版（页面存档备份，存于））、1714最佳路徑數據（日文版（页面存档备份，存于）、英文版（页面存档备份，存于））、2017年熱帶氣旋最佳路徑圖（日文版（页面存档备份，存于）、英文版（页面存档备份，存于））、2017年熱帶氣旋最佳路徑數據 （页面存档备份，存于） （页面存档备份，存于）
- （英文）美國聯合颱風警報中心：16W最佳路徑數據（页面存档备份，存于）、熱帶風暴帕卡最佳路徑圖 （页面存档备份，存于） （页面存档备份，存于）
- （英文）美國海軍研究實驗室：16W檔案（页面存档备份，存于）
- （简体中文）中國國家氣象中心：2017年熱帶氣旋最佳路徑數據（页面存档备份，存于）
- （繁體中文）臺灣交通部中央氣象局：颱風資料庫——輕度颱風帕卡
- （繁體中文）香港天文台：強烈熱帶風暴帕卡報告（页面存档备份，存于）、2017年8月熱帶氣旋概述（页面存档备份，存于）、《天氣隨筆：天鴿後的帕卡》（页面存档备份，存于）、實時天氣稿（8月24日（页面存档备份，存于）－25日（页面存档备份，存于）－26日（页面存档备份，存于）－27日（页面存档备份，存于）－28日）
- （繁體中文）澳門地球物理暨氣象局：2017熱帶氣旋年報：強烈熱帶風暴帕卡
- （英文）菲律賓大氣地球物理和天文管理局：熱帶氣旋發佈存檔（页面存档备份，存于）、《2017年熱帶氣旋路徑年報》（页面存档备份，存于）